# Bivona
Bivona est une commune italienne d'environ 4 000 habitants située dans la province d'Agrigente, dans la région Sicile.

## Administration
| Période                                  | Période  | Identité           | Étiquette            | Qualité |
| ---------------------------------------- | -------- | ------------------ | -------------------- | ------- |
| 05/2002                                  | 2007     | Vincenzo Di Salvo  | Démocrates de gauche |         |
| 14/05/2007                               | En cours | Giovanni Panepinto | Parti démocrate      |         |
| Les données manquantes sont à compléter. |          |                    |                      |         |

### Communes limitrophes
Alessandria della Rocca, Calamonaci, Cammarata, Castronovo di Sicilia, Cianciana, Lucca Sicula, Palazzo Adriano, Prizzi, Ribera, San Biagio Platani, San Giovanni Gemini, Santo Stefano Quisquina.